# TATTOO (TRICERATOPSの曲)
「TATTOO」 （タトゥー）は、日本のロックバンド、TRICERATOPSの17枚目のシングル。2003年11月19日 、ビクターエンタテインメントより発売された。 

## 概要
シングル作品としては前作より1年3ヶ月ぶりのリリースとなった。初回生産分のみステッカー封入。ジャケットデザインがCD本体の表になっている。
なお、本作はCCCDでの発売となった。リリース後、ファンからCCCDの問題点について指摘された和田唱が、自らのCCCDの特性に対する認識不足を認めてブログでファンに謝罪し、以降はCCCDでのリリースをしないことを約束した。そのため本作以降、TRICERATOPSの作品がCCCDでリリースされることはなく、本作が唯一のCCCDとしてリリースされた作品となった。

## 収録曲
全作詞・作曲：和田唱　編曲：TRICERATOPS
1. TATTOO (4:36)
2. BE (3:50)